# Christina Hoff Sommers
Christina Hoff-Sommers (Petaluma, 28 settembre 1950) è una saggista e filosofa statunitense che si occupa di cultura, adolescenza e moralità nella società americana.
Il suo libro più noto al grande pubblico è Who Stole Feminism?: How Women Have Betrayed Women. La Sommers si considera all'interno della corrente femminista americana.

## Biografia
Di religione ebraica, Sommers è nata nel 1950 da Kenneth e Dolores Hoff. Ha frequentato l' Università di Parigi, ha conseguito una laurea presso l'Università di New York  nel 1971 e ha conseguito un dottorato di ricerca in filosofia presso la Brandeis University nel 1979. Tiene un video blog, "The Factual feminist".

## Carriera
Dal 1978 al 1980, Sommers è stata istruttrice presso l'Università del Massachusetts a Boston. Nel 1980, è diventata assistente professore di filosofia alla Clark University ed è stata promossa a professore associato nel 1986. Sommers è rimasta alla Clark fino al 1997, quando è diventata WH Brady fellow presso l'American Enterprise Institute. Durante la metà degli anni '80, Sommers ha curato due libri di testo di filosofia sul tema dell'etica: Vice & Virtue in Everyday Life: Introductory Readings in Ethics (1984) e Right and Wrong: Basic Readings in Ethics (1986). Nel 1990, Nicholas Dixon scrisse che i libro erano "estremamente ben curati" e "particolarmente forti sulla motivazione per studiare la virtù e l'etica in primo luogo, e sulle discussioni teoriche sulla virtù e sul vizio in generale". 
A partire dalla fine degli anni '80, Sommers ha pubblicato una serie di articoli in cui criticava fortemente le filosofe femministe e il femminismo americano in generale. In un articolo del Public Affairs Quarterly del 1988 intitolato "L'Accademia dovrebbe sostenere il femminismo accademico?", Sommers scrisse che "le credenziali intellettuali e morali del femminismo accademico richiedono un esame approfondito" e affermò che "le tattiche usate dalle femministe accademiche sono state tutte impiegate una volta o l'altra per promuovere altre forme di imperialismo accademico". In altri articoli intitolati "The Feminist Revelation" e "Philosophers Against the Family", che ha pubblicato all'inizio degli anni '90, Sommers ha sostenuto che molte femministe accademiche erano "filosofe radicali" che cercavano un cambiamento sociale e culturale radicale, come l'abolizione del nucleo famiglia, rivelando così il loro disprezzo per i reali desideri della "donna comune". Questi articoli costituirebbero la base per Who Stole Feminism?.

## Visione politica
Christina Hoff Sommers opera una distinzione tra "femminismo di genere" (gender feminism) e
"femminismo di uguaglianza" (equity feminism). Vede il primo rappresentato principalmente all'interno delle università americane e focalizzato nella realizzazione di un cambiamento più o meno radicale dei ruoli di genere e nella demolizione del "patriarcato". Il "femminismo di uguaglianza" (nel quale ella si identifica) rivendica, invece, la sola parità di diritti e di opportunità per i due sessi. La Sommers ritiene che la maggior parte delle donne americane si consideri soddisfatta dei risultati ottenuti dal femminismo negli ultimi trenta anni, sebbene alcuni passi verso una effettiva uguaglianza possano e debbano essere intrapresi.
La Sommers ritiene che il femminismo di uguaglianza non sia la voce più "rumorosa" all'interno della corrente femminista. Riferendosi a numerose conferenze sul "femminismo di genere" a cui ha partecipato, rileva che il principale problema del "femminismo di genere" consiste nel presentare le donne come fragili e soggette a manipolazioni mentali da parte degli uomini.
In maniera abbastanza simile a Daphne Patai, è convinta che l'attuale femminismo di genere americano sia eccessivamente focalizzato sull'aspetto sessuale del rapporto uomo-donna. In particolare, non condivide la visione che l'egemonia maschile si realizzi attraverso una eterosessualità compulsoria
imposta dal patriarcato a scapito delle donne. Imputa al "femminismo di genere" di essere un movimento religioso più che scientifico, essendo esso un sistema chiuso non falsificabile e che interpreta ogni dato come conferma dell'oppressione patriarcale.
Nel suo libro Who Stole Feminism?, descrive come il movimento femminista si sia spostato verso posizioni estreme rinnegando i principi ispiratori originari di uguaglianza dei due sessi.

## Vita privata
Sommers ha sposato nel 1981 Fred Sommers, titolare della cattedra di filosofia Harry A. Wolfson alla Brandeis University, e scomparso  nel 2014. Il matrimonio le ha fornito un figliastro, Tamler Sommers, anche lui un filosofo.

## Opere

### Libri
- 1994, Who Stole Feminism?: How Women Have Betrayed Women ISBN 978-0-684-80156-8.
- 2000, The War Against Boys. ISBN 0-684-84956-9.
- 2006 (with Sally Satel, M.D.), One Nation Under Therapy. ISBN 978-0-312-30444-7.
- 2009 The Science on Women in Science. ISBN 978-0-8447-4281-6.
- 2013 Freedom Feminism: Its Surprising History and Why It Matters Today (Values and Capitalism). ISBN 978-0-844-77262-2.

### Articoli
- 1988, "Should the Academy Support Academic Feminism?" Public Affairs Quarterly 2 (1988): 97-120.
- 1990, "The Feminist Revelation" Social Philosophy and Policy 8, no. 1 (1990): 152-57.
- 1990, "Do These feminists Like Women?," Journal of Social Philosophy 21, 2 (Fall 1990): 66-74

### Altro
- 1984, Vice & Virtue in Everyday Life: Introductory Readings in Ethics. Co-edited with Robert J. Fogelin for the 2nd and 3rd editions, and with Fred Sommers for the 4th and subsequent editions. ISBN 0155948903.
- 1986, Right and Wrong: Basic Readings in Ethics. Co-edited with Robert J. Fogelin. ISBN 0-15-577110-8.